# Agostino Trivulzio
Agostino Trivulzio (Milão, 1501 - Roma, 30 de março de 1548) foi um cardeal do século XVII.

## Biografia
Nasceu em Milão em Ca. 1485. De família patrícia. O mais novo dos oito filhos de Giovanni Trivulzio (+1508) e Angiola (ou Anna) Martinengo. O pai era Consignore ofi Borgomanero (1477); Signore de Codogno; patrício milanês; Comissáriodos portos do rio Pó em 1479; e Conselheiro Ducal Privado em 1494. Os outros irmãos eram Damigella Trivulzio †1527, casada com Francesco I Torelli d'Aragona Visconti, Conde Soberano de Montechiarugolo †1518; Cesare Trivulzio, patrício milanês †1527; Pietro Trivulzio, patrício milanês †1522; Pomponio Trivulzio, patrício milanês †1529; Filippo Trivulzio, patrício milanês †1543; Paolo Camillo Trivulzio, duque de Boiano †1528, casado em 1517 com Bárbara Stanga †1565; e Coriolano Trivulzio, patrício milanês †1511. Sobrinho do Cardeal Antonio Trivulzio, Sr., OCRSA (1500). Seus tios Giangiacomo e Teodoro Trivulzio eram marechais da França. Parente de Scaramuccia Trivulzio (1517); Antonio Trivulzio, Jr (1557); e Giangiacomo Teodoro Trivulzio (1629).
"...di acuto ingenio, savio, e prudente, e di non poche lettere..." (1) . (Nenhuma informação educacional adicional encontrada).
Ele teve uma filha natural, Sestilia. Abade comendador de Fromont. Apostólico protonotário. Camareiro de honra do Papa Júlio II. Ele deixou a corte papal por causa dos compromissos assumidos pelo pontífice contra os franceses. Retornou a Roma após a eleição do Papa Leão X. Auditor da Sagrada Rota Romana
Criado cardeal diácono no consistório de 1º de julho de 1517; recebeu o barrete vermelho e a diaconia de S. Adriano, em 6 de julho de 1517.
Administrador da Sé de Reggio Calabria, 24 de agosto de 1520; renunciou ao cargo em favor de seu irmão Pietro Trivulzio, em 1º de outubro de 1520. Arcipreste da basílica patriarcal do Vaticano. Administrador da Sé de Alessano, 3 de junho de 1521; renunciou ao cargo em 20 de julho de 1526. Administrador da Sé de Bobbio em 26 de setembro de 1522; renunciou ao cargo em favor de seu parente Ambrosio Trivulzio, em 27 de maio de 1524. Administrador da Sé de Toulon, França, em 22 de junho de 1524; renunciou ao cargo em favor de Antonio Trivulzio, 7 de junho de 1535. Administrador da sé Le Puy, França, 15 de setembro de 1525; renunciou ao cargo em 8 de outubro de 1525. Administrador da Sé de Avranches, França, em 2 de maio de 1526; renunciou ao cargo em 19 de outubro de 1526. Legate a latereperante o exército papal, 7 de dezembro de 1526. Dirigiu a ação contra os Colonnas por sua invasão aos territórios imediatamente submetidos à Santa Sé, 3 de abril de 1527. Protetor da França, 1527. Legado em Marittima e Campagna. Ele estava entre os cardeais feitos reféns após o saque de Roma em 1527 pelas tropas imperiais; ele foi retido na fortaleza de Castelnuovo, Nápoles; por causa de sua relação com a França, foi mantido prisioneiro por 18 meses. Administrador da Sé de Asti, 25 de setembro de 1528; renunciou ao cargo em 16 de julho de 1529; administrador novamente, 1536; ocupou o cargo até sua morte. Comendador Abadede Aulps, 1530-1534. Administrador da Sé de Bayeux, França, 6 de outubro de 1531; ocupou o cargo até sua morte. Legado perante o rei da França para promover a paz entre ele e o imperador, 24 de novembro de 1536. Esteve presente na coroação de Eleónore da Áustria, irmã do imperador e segunda esposa do rei Francisco I da França. Regente do reino francês. Optou pela diaconia de S. Eustáquio, mantendo em comenda a diaconia de S. Adriano, 17 de agosto de 1537. Optou novamente pela diaconia de S. Adriano, 6 de setembro de 1537. Administrador da sé de Brugnato, 21 de fevereiro de 1539 ; renunciou ao cargo em 5 de março de 1548. Abade commendatario de Nanteuil la Vallée, Poitiers, França, 1540. Abade commendatariode Fonfrède, Narbonne, França, também em 1540. Administrador da Sé de Périgueux, 27 de agosto de 1541; ocupou o cargo até sua morte. Após uma extensa e longa pesquisa, começou a escrever uma história dos papas e dos cardeais, mas sua morte impediu a publicação da obra.
Morreu em Roma em 30 de março de 1548, às 22 horas, no antigo palácio do Cardeal Fieschi, na região de Parione, Roma. Sepultado na igreja de S. Maria del Popolo, Roma. Os cardeais Pietro Bembo e Jacopo Sadoleto, seus amigos mais próximos, fizeram seu elogio. Ele não obteve permissão do papa para fazer o seu testamento e o pontífice herdou todos os seus bens.